# 벨라루스 대조국전쟁 박물관
벨라루스 대조국전쟁 박물관(벨라루스어: Беларускі дзяржаўны музей гісторыі Вялікай Айчыннай вайны)은 벨라루스 민스크에 있는 박물관이다. 대조국전쟁을 기념하는 박물관이라는 개념은 전쟁이 끝나기 전부터 생겨났다. 이 박물관은 1944년 10월 25일 나치 침략자로부터 민스크가 해방된 직후 처음 개장하여 전쟁 중에 개장한 최초의 제2차 세계 대전 박물관이 되었다. 2014년에 현재 위치로 이전했다.